# Arlo Parks
Anaïs Oluwatoyin Estelle Marinho (род. 9 августа 2000) — британская певица, поэт, автор-исполнитель, выступающая под именем Arlo Parks. Её дебютный альбом Collapsed in Sunbeams, вышедший в 2021 году, дебютировал на третьем месте в UK Albums Chart. Он позволил ей получить три номинации на 2021 Brit Awards в категориях Album of the Year, Best British Female Solo Artist, Best New Artist и в последней победила.

## Биография
См. также «Arlo Parks Early life» в английском разделе.
Анаис Олуватойн Эстель Мариньо родилась 9 августа 2000 года и выросла в Хаммерсмите, Западный Лондон. Она наполовину нигерийка, на четверть родом из Чада и на четверть француженка. Её мать родилась в Париже. Мариньо научилась говорить по-французски раньше, чем по-английски.

## Дискография
См. также «Arlo Parks discography» в английском разделе.
- Collapsed in Sunbeams (2021)

## Награды и номинации
| Организация                  | Год  | Категория                       | Работа                     | Результат    | Ссылка |
| ---------------------------- | ---- | ------------------------------- | -------------------------- | ------------ | ------ |
| AIM Independent Music Awards | 2019 | One to Watch                    | Arlo Parks                 | Номинация    | [ 16 ] |
| AIM Independent Music Awards | 2020 | One to Watch                    | Arlo Parks                 | Победа       | [ 17 ] |
| BBC                          | 2020 | Sound of 2020                   | Arlo Parks                 | Longlisted   | [ 18 ] |
| BBC                          | 2020 | Introducing Artist of the Year  | Arlo Parks                 | Победа       | [ 19 ] |
| BBC                          | 2020 | Hottest Record of the Year      | «Black Dog»                | В шорт-листе | [ 20 ] |
| BRIT Awards                  | 2021 | Album of the Year               | Collapsed in Sunbeams      | Номинация    | [ 21 ] |
| BRIT Awards                  | 2021 | Best British Female Solo Artist | Arlo Parks                 | Номинация    | [ 21 ] |
| BRIT Awards                  | 2021 | Best New Artist                 | Arlo Parks                 | Победа       | [ 21 ] |
| Music Managers Forum         | 2021 | Breakthrough Artist & Manager   | Arlo Parks and Ali Raymond | Победа       | [ 22 ] |
| UK Music Video Awards        | 2020 | Best R&B/Soul Video — Newcomer  | «Black Dog»                | Номинация    | [ 23 ] |